# Berenberg Verlag
Berenberg Verlag es una empresa editorial alemana ubicada en Berlín, fundada en 2004 por Heinrich von Berenberg-Gossler, miembro de la dinastía bancaria Berenberg-Gossler e hijo del banquero, Baron Heinrich von Berenberg-Gossler. Publica literatura biográfica, ensayos, memorias y poesía.
En marzo de 2015, la casa editorial recibió el Premio de la Fundación Kurt Wolff, correspondiente a 26 000 euros. En septiembre de 2019, fue galardonada por el Premio Editorial Alemán.